# Phtheochroa dodrantaria
Phtheochroa dodrantaria is een vlinder uit de familie bladrollers (Tortricidae). De wetenschappelijke naam is voor het eerst geldig gepubliceerd in 1970 door Razowski.
De soort komt voor in Europa.